# Allium roylei
Allium roylei är en amaryllisväxtart som beskrevs av William Thomas Stearn. Allium roylei ingår i släktet lökar, och familjen amaryllisväxter. Inga underarter finns listade i Catalogue of Life.